# Ivy (canção)
"Ivy" (estilizada em letras minúsculas) é uma canção da cantora e compositora estadunidense Taylor Swift, gravada para seu nono álbum de estúdio Evermore (2020), lançado através da Republic Records. A faixa foi composta pela intérprete com o auxílio de Aaron Dessner e Jack Antonoff, com sua produção assinada por Dessner. "Ivy" é uma balada indie folk com uma produção "introspectiva" com "vocais elásticos" e um "refrão alegre". Seu conteúdo lírico aborda uma narrativa poética que explora temas de amor proibido, desejo e traição, com a narradora descrevendo a complexidade de um relacionamento secreto e as emoções conflitantes que ele desperta, usando a metáfora de uma hera crescendo sobre uma casa de pedra para representar seu apego emocional profundamente enraizado.
"Ivy" recebeu críticas positivas da mídia especializada, que elogiaram sua produção "etérea" e seu lirismo, com alguns destacando como um dos destaques do Evermore. A faixa foi apresentada na série de televisão estadunidense Dickinson, e em 1 de julho de 2023, Swift performou "Ivy" no concerto de Cincinnati, Ohio, como uma "música surpresa" de sua sexta turnê em progressão The Eras Tour (2023–2024).

## Antecedentes e lançamento
A cantora e compositora estadunidense Taylor Swift concebeu seu oitavo álbum de estúdio, Folklore (2020), como frutos de visuais mitopoéticos em sua mente, como resultado de sua imaginação "correndo solta" enquanto se isolava durante a pandemia de COVID-19. Para saciar seu desejo de explorar mais as "florestas folclóricas" que ela visualizava em sua mente, Swift imediatamente desenvolveu outro álbum como uma contrapartida conclusiva do Folklore, intitulado Evermore (2020). "Ivy" foi composta por Swift em conjunto com Aaron Dessner e Jack Antonoff, com produção assinada por Dessner. A faixa foi gravada no Long Pond, em Hudson Valley, no estado de Nova Iorque, estúdio de gravação de Dessner.

## Estrutura musical e conteúdo lírico
"Ivy" é uma canção do gênero indie folk com "vocais elásticos"  e um "refrão alegre", documentando a infidelidade de uma mulher casada, em um arranjo de tique-taque de banjo, guitarra palhetada, trompete e as harmonias suaves de Justin Vernon, líder na banda de indie Bon Iver,  que colaborou com Swift na faixa-título "Evermore" e "Exile", faixa do Folklore.
"Ivy" aborda uma narrativa poética sobre a infidelidade da narradora através de uma linguagem rica em metáforas e imagens. No início da canção, a metáfora "Onde o espírito encontra os ossos" sugere um encontro profundo e espiritual, enquanto a linha "Em uma terra sagrada pela fé" pode representar um território desconhecido ou proibido no contexto de um relacionamento. A imagem da "Casa de pedra" coberto pela hera trata-se de uma metáfora para o crescimento do amor proibido, que, como a hera, se espalha e toma conta de tudo, mesmo que a "casa" tenha sido prometido a outro.

## Nota
1. ↑  "Where the spirit meets the bones", no original.
2. ↑  "In a faith forgotten land", no original.
3. ↑  "House of stone", no original.